# Comuna Șabla, Dobrici
Obștina Șabla (comuna Șabla) este o unitate administrativă în regiunea Dobrici din Bulgaria. Cuprinde un număr de 16 localități.  Reședința sa este orașul Șabla. Localități componente:
| - Bojanovo - Cernomorți - Durankulak - Goriceane - Gorun - Graniciar - Ezereț - Kraneț | - Prolez - Smin - Staevți - Șabla - Tvărdița - Tiulenovo - Vaklino - Zahari Stoianovo |

## Demografie
Componența etnică a comunei Șabla
     Romi (2,8%)
     Turci (1,32%)
     Bulgari (88,1%)
     Nicio identificare (7,29%)
     Altele (0,47%)
La recensământul din 2011, populația comunei Șabla era de 5.069 locuitori. Din punct de vedere etnic, majoritatea locuitorilor (88,1%) erau bulgari, existând și minorități de romi (2,8%) și turci (1,32%). Pentru 7,29% din locuitori nu este cunoscută apartenența etnică.